# Peter Lenk

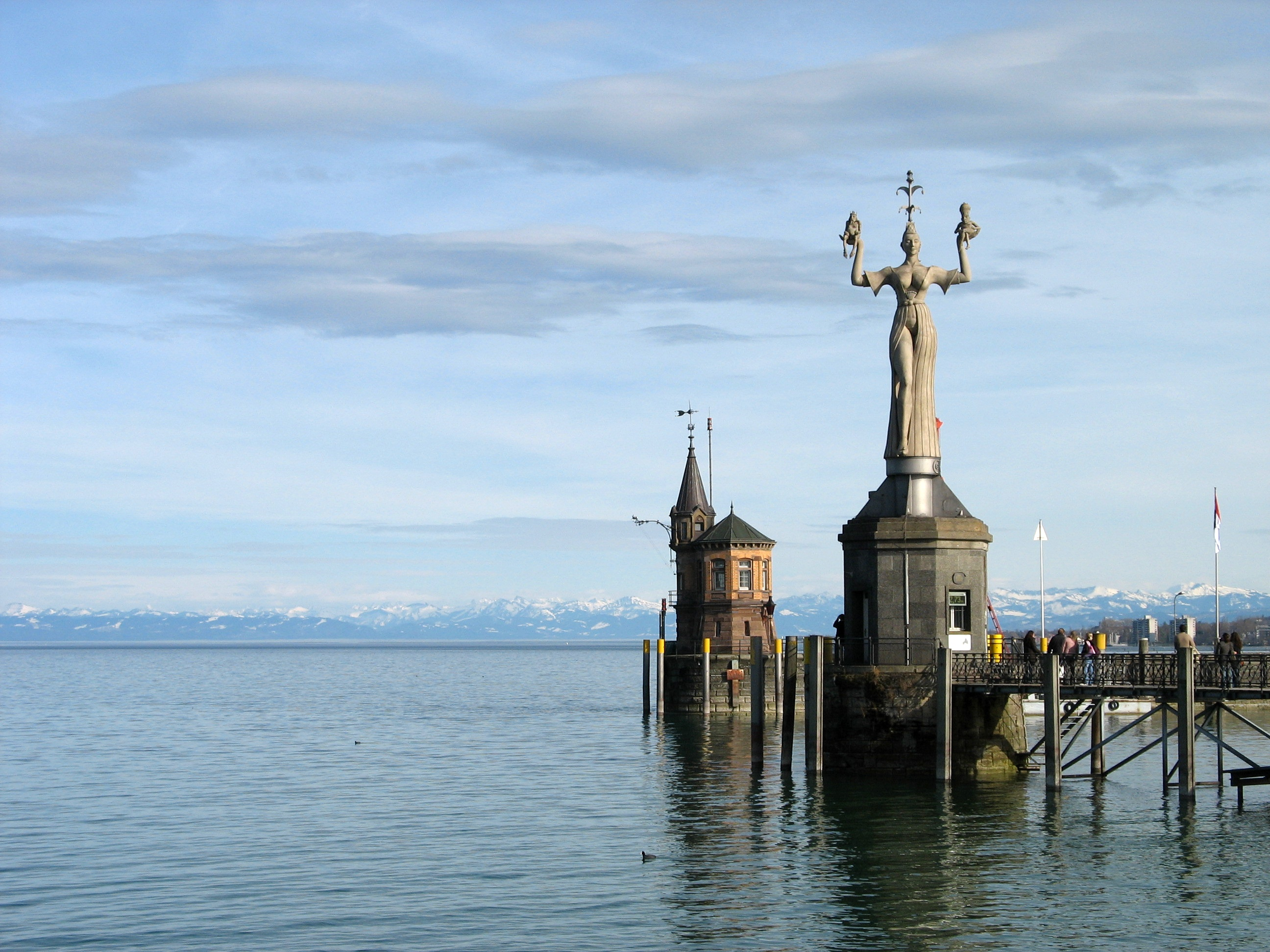
Lenks Imperia in der Konstanzer Hafeneinfahrt

Peter Lenk (* 6. Juni 1947 in Nürnberg) ist ein deutscher Bildhauer aus Bodman-Ludwigshafen am Bodensee. Er stellt auf satirische Art von ihm empfundene gesellschaftliche Missstände dar.

## Leben
Lenk studierte an der Staatlichen Akademie der Bildenden Künste Stuttgart. Zunächst war er Kunstlehrer in Stockach und Töpfer. Seine Bekanntheit erreichte er durch die Konzeption und Ausführung von Plastiken aus Gussbeton.
Peter Lenk lebt in Bodman. Aus der Ehe mit seiner Frau Bettina sind zwei Töchter hervorgegangen, Annie (Kostümbildnerin) und Miriam (Bildhauerin).

## Frühe Aktionen
In den 1980er Jahren machte Lenk vor allem durch ungenehmigte Aktionen auf sich aufmerksam. Dazu gehörten:
- die 12 Tonnen schwere Skulptur Schwäbische Floßfahrer unter dem Motto „Wir wollen in Frieden weiterfressen“ auf dem Berliner Kurfürstendamm.[4]
- anlässlich des 25. Jahrestages (1986) des Berliner Mauerbaus die Mauerkieker gegenüber dem Checkpoint Charlie. Im polizeilichen Protokoll erklärte Lenk: „Wenn die Vopos lachen, dann schießen sie nicht“.[5]
- Zur 750-Jahr-Feier in Berlin, als ungenehmigter Beitrag zum Berliner Skulpturen-Boulevard[6], platzierte Lenk die 12 Meter lange Narrenschiff-Skulptur auf einem Tieflader mitten auf dem Breitscheidplatz gleich neben der Gedächtniskirche. Sein mobiles Monument musste schon am Folgetag entfernt werden, weil an diesem Ort eine kirchliche Kundgebung geplant war und auf dem Schiff auch „zwei verschrumpelte Bischöfe und ein hermaphroditischer Kardinal“ zu sehen waren. Lenk gibt an, dass er damals 105 DM Strafe zahlen musste und einen Punkt in Flensburg wegen „Abstellen von Schiffen auf öffentlichem Straßenland“ erhielt.[7]
- Auf dem Münsterplatz in Bonn errichtete er die Skulptur Dionysos im Fettnäpfchen (eine Anspielung auf Helmut Kohl) mit der Wahlwidmung „Den Siegern 1987“.[8]

## Hauptwerke

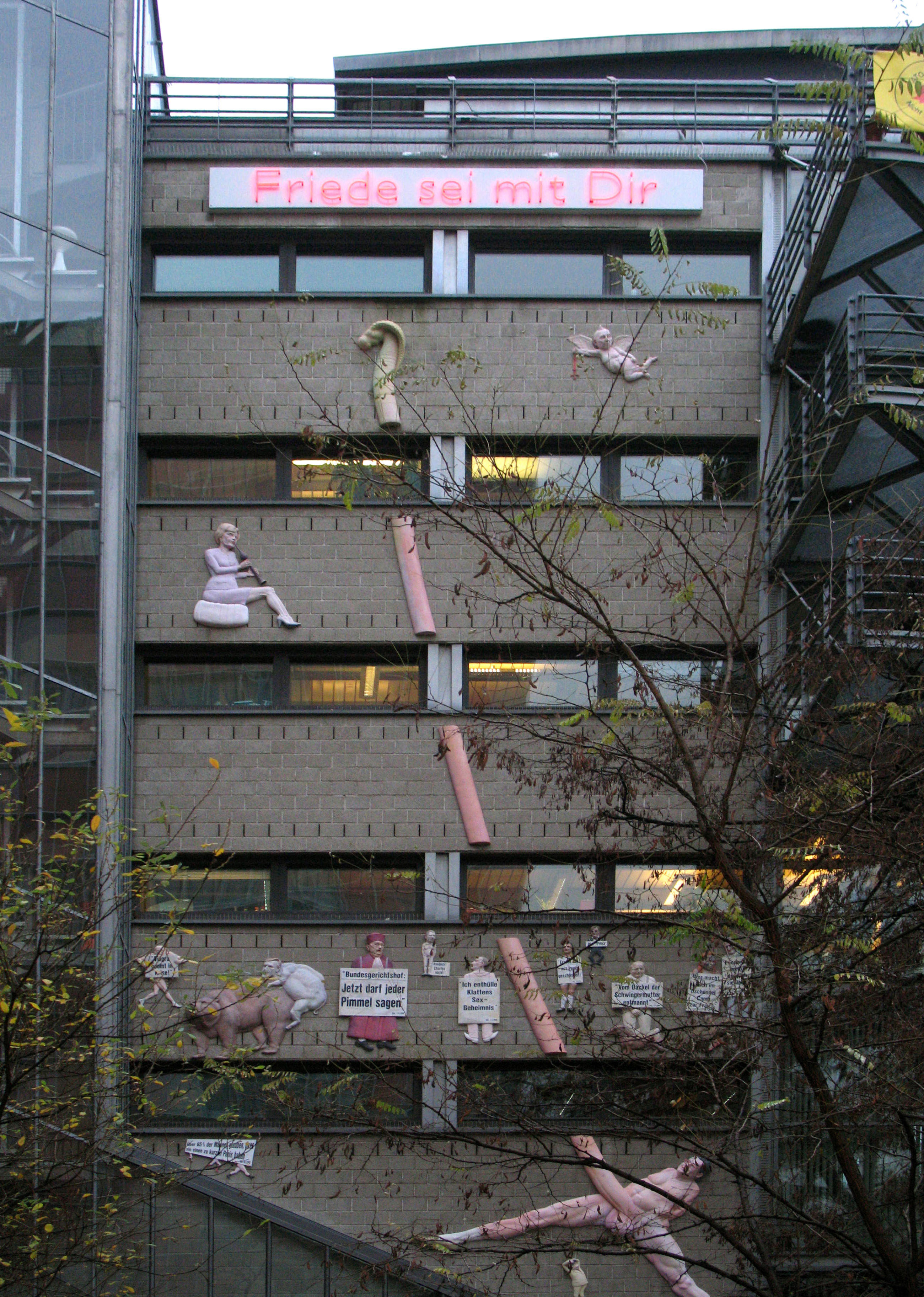
Gesamtansicht des sogenannten Pimmel über Berlin (eigentlich Friede sei mit Dir) am TAZ-Gebäude in Berlin

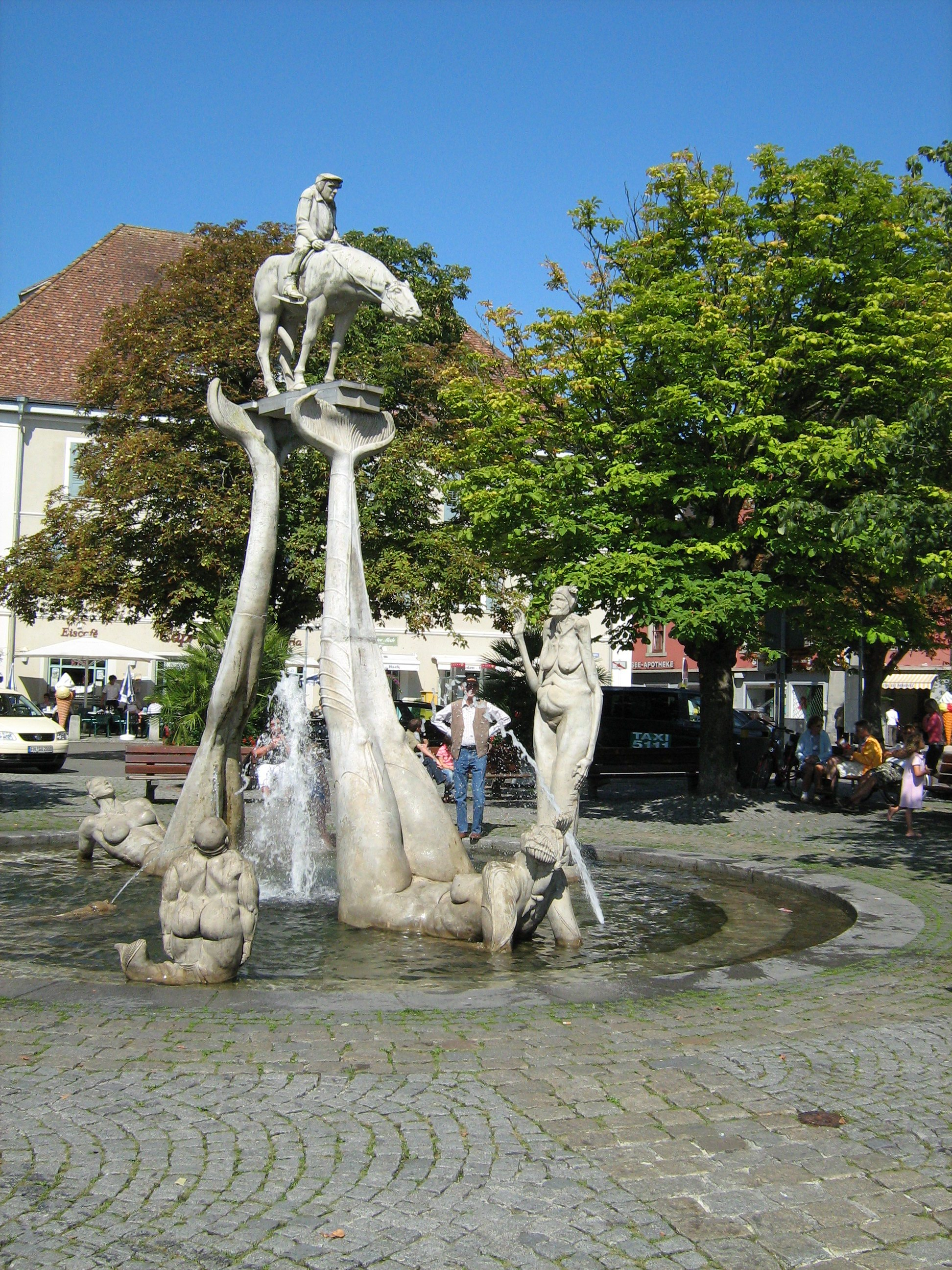
Martin Walser als Bodenseereiter, Brunnen in Überlingen

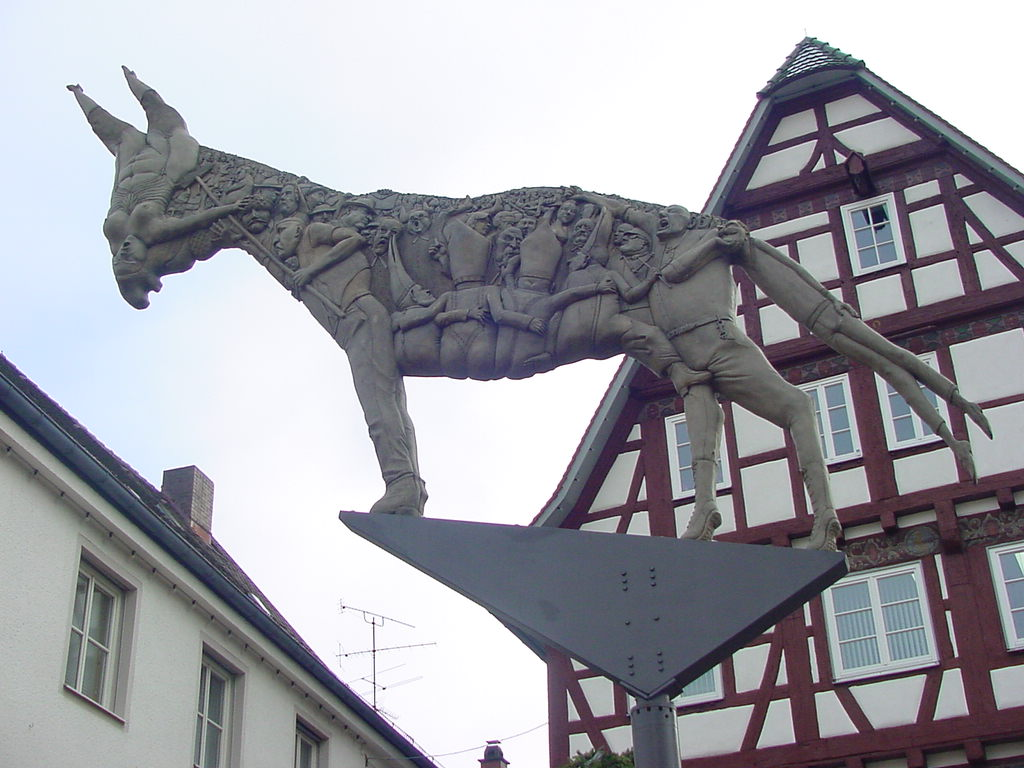
Die Eselskulptur auf dem Marktplatz von Biberach

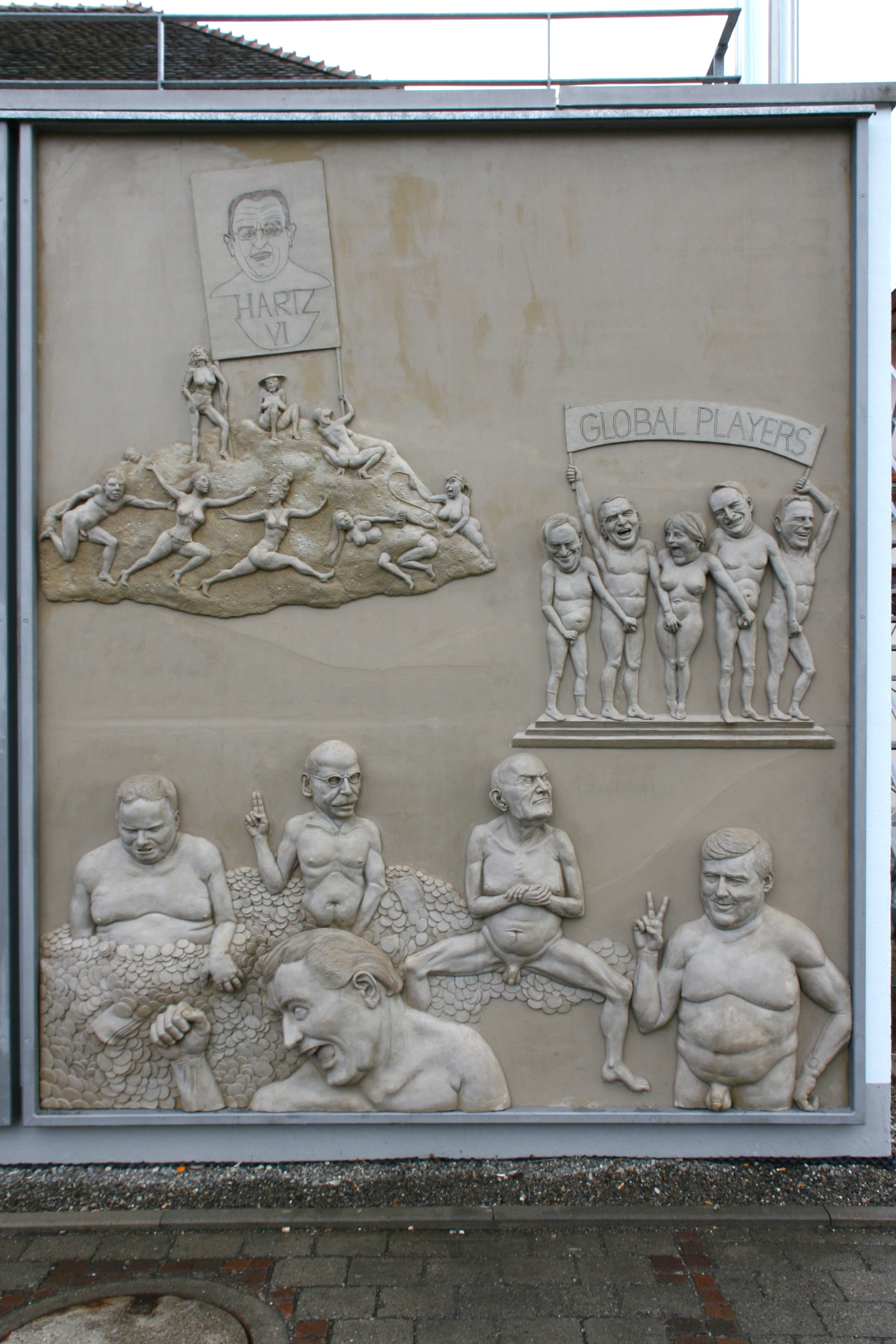
Relief Ludwigs Erbe, Ludwigshafen am Bodensee

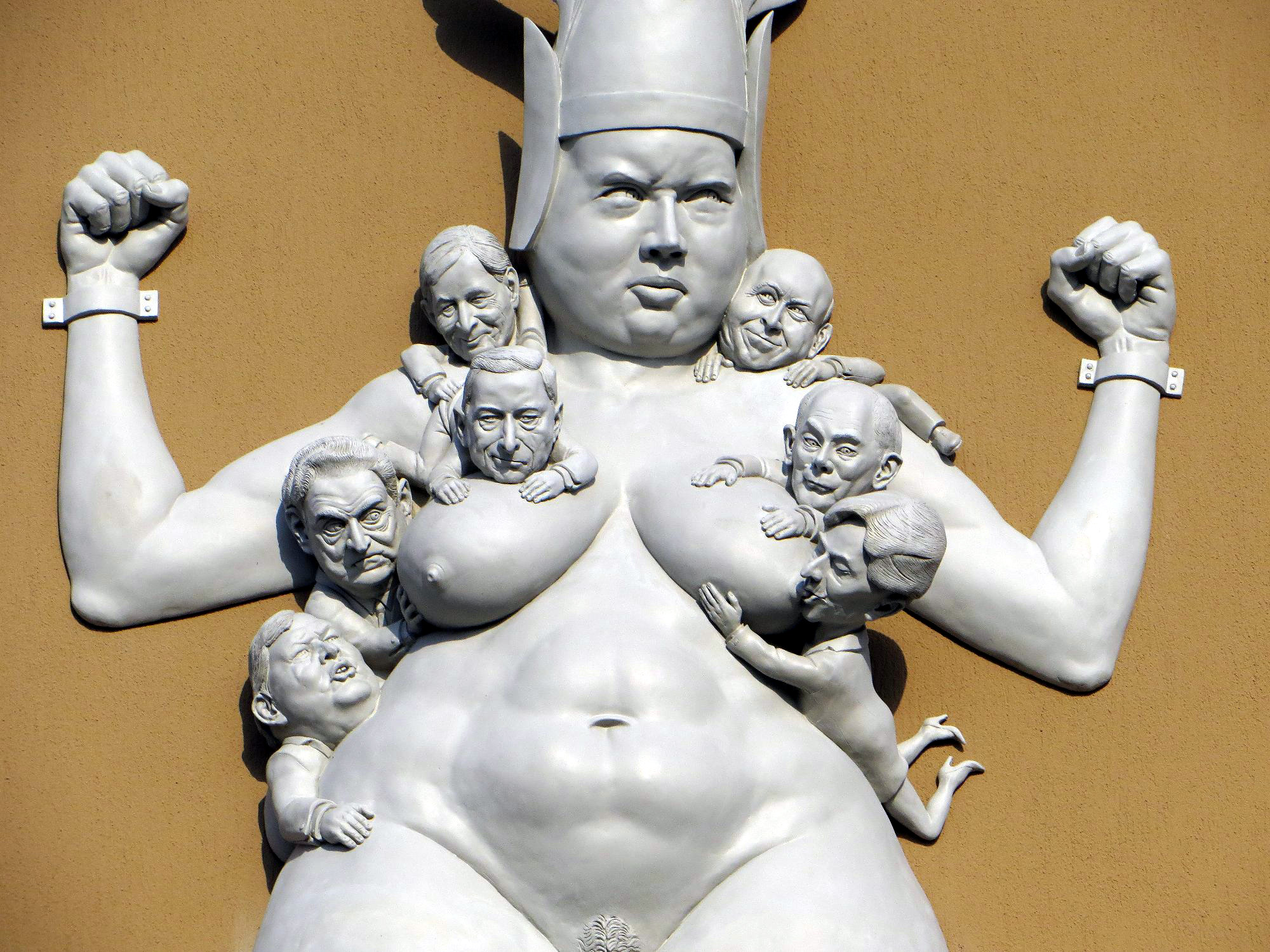
Skulptur Kampf um Europa von Peter Lenk in Radolfzell am Bodensee (Ausschnitt)

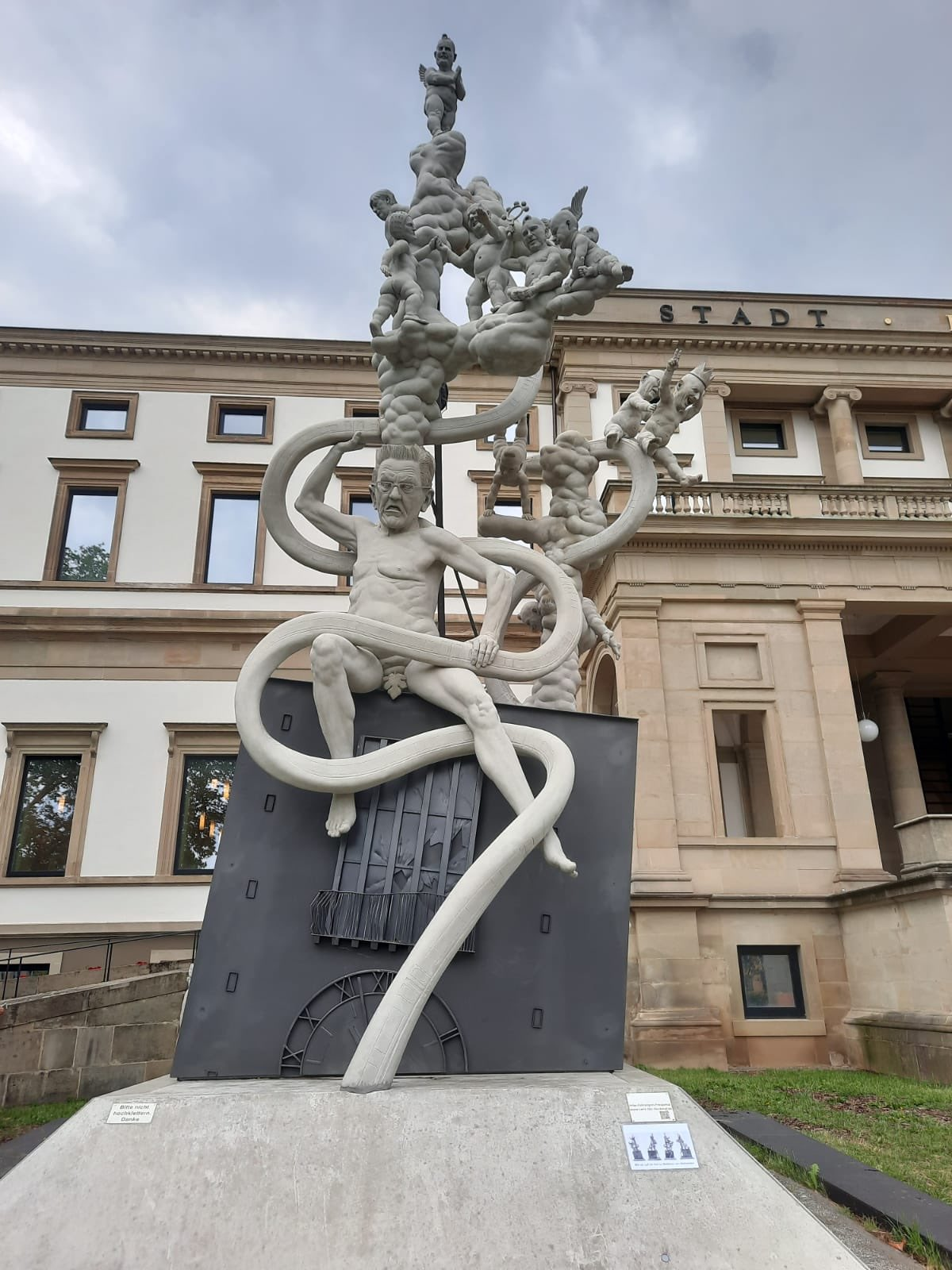
Schwäbischer Laokoon vor dem Stadtmuseum Stuttgart

Zu seinen überregional bekannten Werken gehören die Imperia (1993) in der Konstanzer Hafeneinfahrt, das Triptychon Ludwigs Erbe (2008) am ehemaligen badischen Zollhaus in Ludwigshafen am Bodensee sowie der sogenannte Pimmel über Berlin (2009).
In Konstanz befinden sich auch der Konstanzer Triumphbogen (Lenkbrunnen an der verkehrsreichen Unteren Laube) von 1992 und die 14 Meter hohe Betonplastik mit dem Titel Karriereleiter vor dem Bürogebäude Max-Stromeyer-Straße 116 im Businesspark Konstanz.
Einen Eklat provozierte Lenk in Überlingen, wo er nahe der Schiffsanlegestelle den ortsansässigen „Dichterfürsten“ Martin Walser als Figur auf dem Bodenseereiter-Brunnen verewigte, wie er unvorteilhaft als Reiter über den Bodensee auf einem alten Gaul sitzt, mit Schlittschuhen statt Sporen an den Füßen auf dem „dünnen Eis der deutschen Geschichte“ (Lenk), umgeben von eher älteren nackten Wasserjungfrauen.
Ein weiteres Objekt ist der Esel auf dem Marktplatz in Biberach an der Riß.
In Pfullendorf stellte Lenk Graf Lennart Bernadotte, den ehemaligen Besitzer der Mainau, als nackten Schmetterlingsmann auf einer Säule dar, mit einem riesigen „Bestäuber“ zwischen den Beinen. Der Graf war als fortpflanzungsfreudig bekannt. Seine Schaffenskraft als Parkgestalter der Blumeninsel Mainau wird gewürdigt.
Ein weiteres Werk von Lenk steht seit Sommer 2003 in Lauffen am Neckar in der Mitte eines Verkehrskreisels und nennt sich Hölderlin im Kreisverkehr.
In Ravensburg erinnert in der Bachstraße vor dem ehemaligen Gasthaus zur Krone ein Denkmal an das Schicksal der „Schwabenkinder“ aus Tirol, Graubünden und Vorarlberg. Auf den Schultern eines kleinen Schwabenkindes sitzen Knecht und Geistlicher in erdrückender Fülle. Die armen „Schwabenkinder“ wurden während des Winters aus ihrer kargen, notleidenden, bergbäuerlichen Umgebung in das reiche Schwabenland auf die Verdingmärkte geführt.
In Stockach sieht man den Ex-Verteidigungsminister Rudolf Scharping vierfach auf einem U-Boot salutierend stehen, zu dem Ensemble gehört auch eine dralle Nackte. Und auf dem Giebel der Unteren Apotheke (in der Oberstadt) sitzt sein Ehrenwortbube.
Am 3. Oktober 2004 wurde in der Markgrafenstadt Schopfheim eine monumentale Skulptur Lenks zum Thema Badische Revolution 1848/1849 und ihre Niederschlagung durch preußische Truppen enthüllt. Es sind Figuren aus grauem Beton auf einem 3,50 Meter hohen und 20 Meter langen Schwebebalken. Man erkennt den damaligen baden-württembergischen Ministerpräsident Erwin Teufel sechsfach als preußischen Soldaten mit Pickelhaube auf dem Kopf und bajonettbewehrtem Gewehr. Die Gruppe stürmt auf den undisziplinierten Haufen badischer Revolutionäre zu. Einen davon verkörpert das Mitglied der 1968er-Bewegung, der Kommunarde Fritz Teufel. Er hat sich eine Teufel-Kasperlefigur mit Pickelhaube auf den Daumen gestülpt und zieht damit den Abzug seiner Pistole, sein Ziel: Die heranstürmenden Teufel-Klone: „Der Teufel schießt mit dem Teufel auf den Teufel“, witzelt Lenk. Weiter erkennt man die badischen Revolutionäre Friedrich Hecker, Gustav Struve, Emma Herwegh (sie zeigt die nackte Kehrseite) und Heckers Hund, einen bissigen Schopfheimer Mischling, der Hecker zulief und ihn begleitete.
Ebenfalls aus dem Jahr 2004 stammen drei Brückenfiguren in Hirsau, die den Gründer des Klosters, Abt Wilhelm, seinen Zerstörer Melac und eine gleichgültige Zeugin zeigen.
Ein weiteres Kunstwerk ist die Magische Säule auf der Hafenmole in Meersburg. In dem filigranen Werk werden Begebenheiten und Persönlichkeiten aus der Geschichte der Stadt Meersburg dargestellt. Auf dem oberen Ende der Säule sitzt Annette von Droste-Hülshoff als freie Möwe; einige Meter unter ihr schwebt der „Meersburger Amor“, der auf den Freiherrn Joseph von Laßberg zielt. Dieser ist als eine Art Don Quichotte der Bodenseegegend dargestellt und erhebt einen Knüppel oder eine zusammengerollte Handschrift in Richtung Stadt. Auf einem Ausleger auf der anderen Säulenseite befindet sich ein Käfig, in dem die Wissenschaftler Maximilian Hell, Anton von Störck und Jan Ingenhousz eingeschlossen sind, während auf dem Dach des Käfigs Franz Anton Mesmer mit einem riesigen hufeisenförmigen Magneten in den Händen triumphiert. Rechts unterhalb der Laßberg-Figur befindet sich eine Darstellung der Wendelgard von Halten; am Fuß der Säule treibt der Exorzist Johann Joseph Gaßner vor dem staunenden Publikum diverse Teufel aus, während der Fürstbischof Franz Konrad von Rodt den Blick zum Himmel erhebt und ein Kreuz in der erhobenen Hand hält.
In Herrenberg befindet sich in zentraler Lage das in Zusammenarbeit mit Hellmut Ehrath entstandene Standbild Pendelschlag 2000 Jerg Ratgeb, Köche und ein Mops, welches verschlüsselt die Hinrichtung (Vierteilung) des Malers Jerg Ratgeb im Jahre 1526 aufgrund seiner führenden Teilnahme am Bauernkrieg darstellt. Jerg Ratgeb hat den Herrenberger Altar geschaffen, so dass Lenks Referenz sowohl politisch wie auch künstlerisch begriffen werden kann. In Herrenberg-Gültstein befinden sich zudem mehrere Figuren von Peter Lenk im Außenbereich des Hotels Römerhof (u. a. ein Modell der Imperia und Perseus ohne Schwert).
2008 wurde sein erstes Werk in seiner Heimatgemeinde Bodman-Ludwigshafen enthüllt. Vor dem Rathaus in Ludwigshafen, dem ehemaligen badischen Hauptzollamt am Hafen, befindet sich ein dreiteiliges Relief mit dem Titel Ludwigs Erbe. Ausgehend von der Umbenennung Sernatingens in Ludwigshafen in der badischen Zeit werden weitere Ungereimtheiten der Geschichte thematisiert. Unter anderem sind fünf nackte Politiker dargestellt, die sich gegenseitig an die Genitalien fassen. Die auf dem Teilrelief Global Players dargestellten fünf nackten Personen sind Angela Merkel, Gerhard Schröder, Hans Eichel, Edmund Stoiber und Guido Westerwelle.
Im November 2009 kommentierte Lenk mit dem in den Medien so genannten Pimmel über Berlin, einem Relief an der Fassade des taz-Redaktionsgebäudes, eine langjährige Auseinandersetzung zwischen taz und Bild-Chefredakteur Kai Diekmann.
Eine künstlerische Zusammenarbeit mit seiner Tochter Miriam Lenk ist Ende November 2011 unter dem Titel „Ausgrabungen“ in der Oberen Vorstadt im Albstadter Stadtteil Ebingen (Zollernalbkreis) enthüllt worden. Es enthält Anspielungen auf Claudia Roth, Joschka Fischer, Stefan Mappus und Thilo Sarrazin. Die Skulpturen Strauß und Molch sind von Miriam Lenk.
Eine zwölf Meter hohe Installation aus dem Jahr 2012 in Emmingen-Liptingen ist der Schelmenbaum. Auf dem ersten Ast haben die Mensch-Affen-ähnlichen Plagiatoren erkennbare Gesichtszüge. Auf dem zweiten Baumast symbolisieren die beiden streitenden Narrenzünfte „Buchenberger“ und „Schlehenbeißer“ widerstreitende Strömungen in der Doppelgemeinde. Im oberen Geäst kriecht die Figur eines Lebemannes in Richtung einer Schönen mit Irokesenschnitt persifliert. Im Baumwipfel hängt eine Figur kopfüber.
Im Juli 2013 folgte in Radolfzell die 13 Meter hohe Skulptur Kampf um Europa, die die deutsche Europapolitik thematisiert. Hier sind u. a. Angela Merkel, Peer Steinbrück und Andreas Voßkuhle dargestellt.
Die Figur der Europa aus der griechischen Mythologie wird von Lobbyisten, Finanzjongleuren und Politikern bedrängt und an ihrem Kopfende vom Bundesfinanzminister beschützt.
Das Werk von 2014 im Burgunderhof in Hagnau am Bodensee, Frenkenbacher Straße/Am Sonnenbühl stellt Heinrich Hansjakob in frommer Geste als drei Meter hohe Büste dar. Um sein Haupt gruppieren sich drei seiner unehelichen Kinder.
In Singen (Hohentwiel) steht seit 2015 sein Werk Paradiesschlange in Form eines Internetkabels, daran angeschlossen sind Obama, Merkel, Putin, Bezos u. a. Es geht um Lauscher und Belauschte. Singen wird eine Entwicklung vom Industriestandort zu paradiesischer Größe zugeschrieben.
Im Herbst 2016 wurde in Schwetzingen die Kreation Glücksschwein aufgestellt. Zu sehen ist Carl Theodor mit einer Mätresse auf einer fetten Sau, wobei das Glücksschwein nicht das Tier an sich meint, sondern den Kurfürsten.
In Bodman am Bodensee wurde 2018 das Kalksteinguss-Relief Das Narrenschiff an der Außenwand des Seeums im Uferpark angebracht. Es ist in der Tradition des Narrenschiffs von Brant gehalten und persifliert die Gesellschaft in ihrer Verkommenheit, Trunksucht und Verfressenheit. Gezeigt werden u. a. Politiker und Vorstände der Autoindustrie.
In Stuttgart wurde vor dem Stadtmuseum Stuttgart am Charlottenplatz in der Nacht vom 26. auf den 27. Oktober 2020 die Skulptur Schwäbischer Laokoon montiert und aufgestellt. Die Plastik S 21. Das Denkmal – Chroniken einer grotesken Entgleisung beschäftigt sich mit dem umstrittenen Bahnprojekt Stuttgart 21 und stellt Akteure aus Politik, Befürwortern und Kritikern dar. Eine nackte Figur, die dem Baden-Württembergischen Ministerpräsidenten Winfried Kretschmann nachempfunden ist, ringt darin wie die mythologische Figur in der antiken Laokoon-Gruppe mit einer Schlange. Nachdem es 2021 mehrere Monate Streit um den derzeitigen Standort der Skulptur gab und die Stadt sie hinter dem Hauptbahnhof aufstellen will, entschied Lenk im Juni, dass sie zu ihm zurück nach Bodman kommen sollte. Ende 2021 stand sie wieder dort.

## Künstlerische Philosophie
Seine Werke stoßen immer wieder auf heftige Kritik, da er bewusst Tabus verletzt, zum Beispiel durch die Darstellung nackter Prominenter. Peter Lenk über seine Werke in einem Interview: „Der Boden, um meine Werke in meiner Denkweise zu schaffen, ist nur in Deutschland vorhanden. Die Deutschen sind noch am ehesten zur Selbstironie fähig und auch tolerant genug, meine Provokationen zu ertragen und zu verstehen. Doch auch hier stoße ich oft auf starken Widerstand“.

## Gesammelte Freilichtskulpturen
In Bodman am Hang oberhalb der Kaiserpfalzstraße Richtung Wahlwies sind im Garten seines Hauses und in einem gegenüberliegenden Gartengrundstück einige seiner Entwürfe und Werke in einer Art Freilichtausstellung zu sehen. Anhand der Objekte lassen sich gewissermaßen die Entwicklungsphasen seiner Kunst begreifen.

## Ausstellungen
- Peter Lenk, 40 Jahre Zoff und Zwinkern. Städtische Galerie Überlingen, 2. Juni 2017–15. Oktober 2017.[35]
- Peter Lenk, Das Trojanische Pferd. Mit einem Film von Klaus Gietinger. Städtische Galerie Überlingen, 25. März 2023–22. Oktober 2023.[36]

## Bücher
- Skulpturen. Bilder, Briefe, Kommentare. Stadler 2021, 7. Auflage, ISBN 978-3-7977-0761-1.
- Imperia Konstanz. Eine tolldreiste Geschichte, Stadler, 1. Auflage, 2023, ISBN 978-3-7977-0780-2.
- Zoff im Spätzlesumpf. S21-Denkmal in Stuttgart, 1. Auflage, 2022, Stadler, ISBN 978-3-7977-0775-8.
- mit Helmut Weidhase: Imperia, Stadler, ISBN 978-3-7977-0374-3.
- Helmut Weidhase: Der Konstanzer Triumphbogen. Stadler, ISBN 978-3-7977-0296-8.
- mit Helmut Weidhase: Magische Säule Meersburg. Stadler, ISBN 978-3-7977-0540-2.
- mit Helmut Weidhase, Guido Kasper: Heinrich – Gründer Schwerins. Stadler, ISBN 978-3-7977-0334-7.
- Berliner Rodeo. Hrsg. v. Dirk Bartsch. Verlag Udo Ladewig, Berlin 1988, ISBN 3-9801739-1-7.